# 普尔费罗
普尔费罗（義大利語：Pulfero），是意大利乌迪内省的一个市镇。总面积48.03平方公里，人口1077人，人口密度22.4人/平方公里（2009年）。ISTAT代码为030086。